# Kloster Altstadt

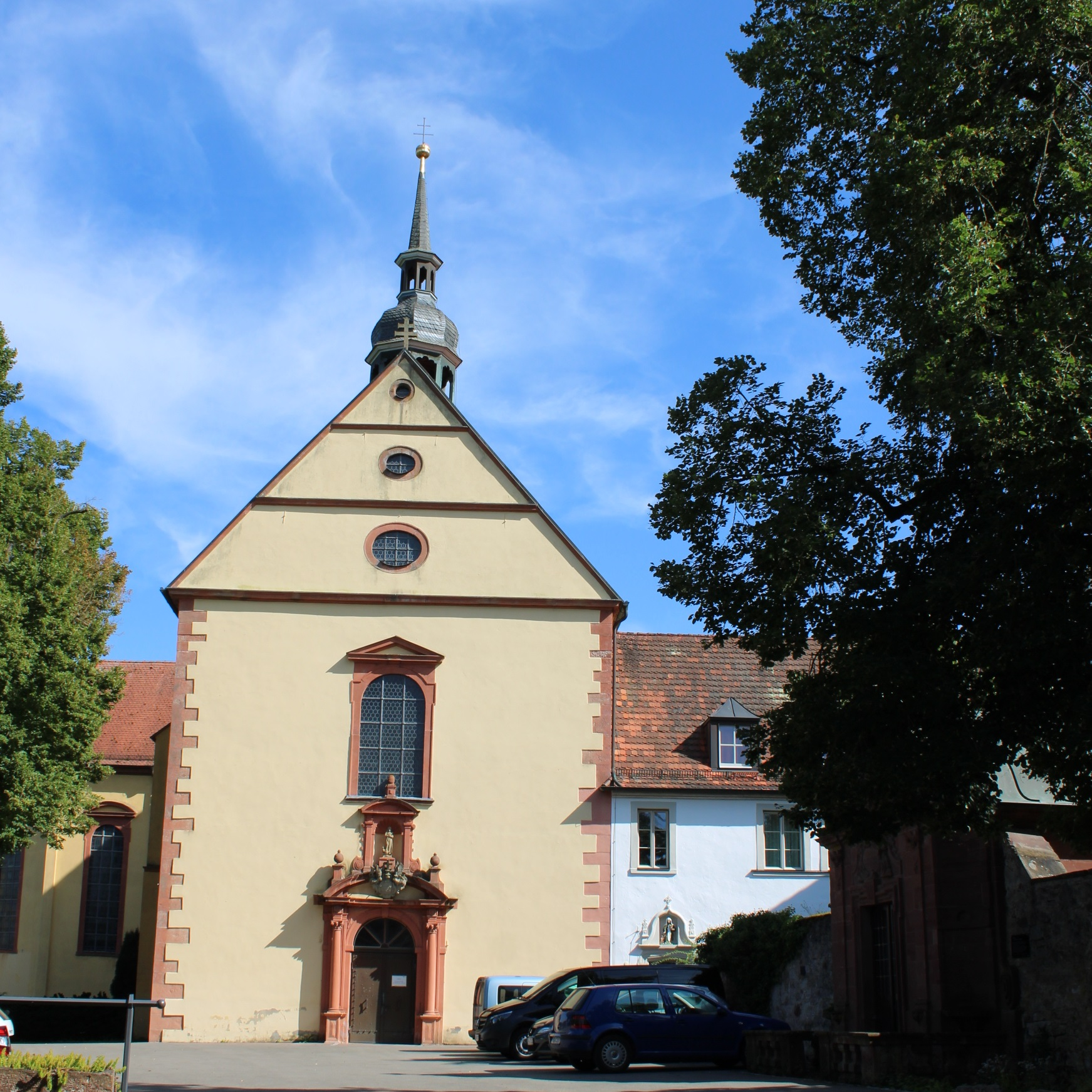
Die Klosterkirche mit Portal

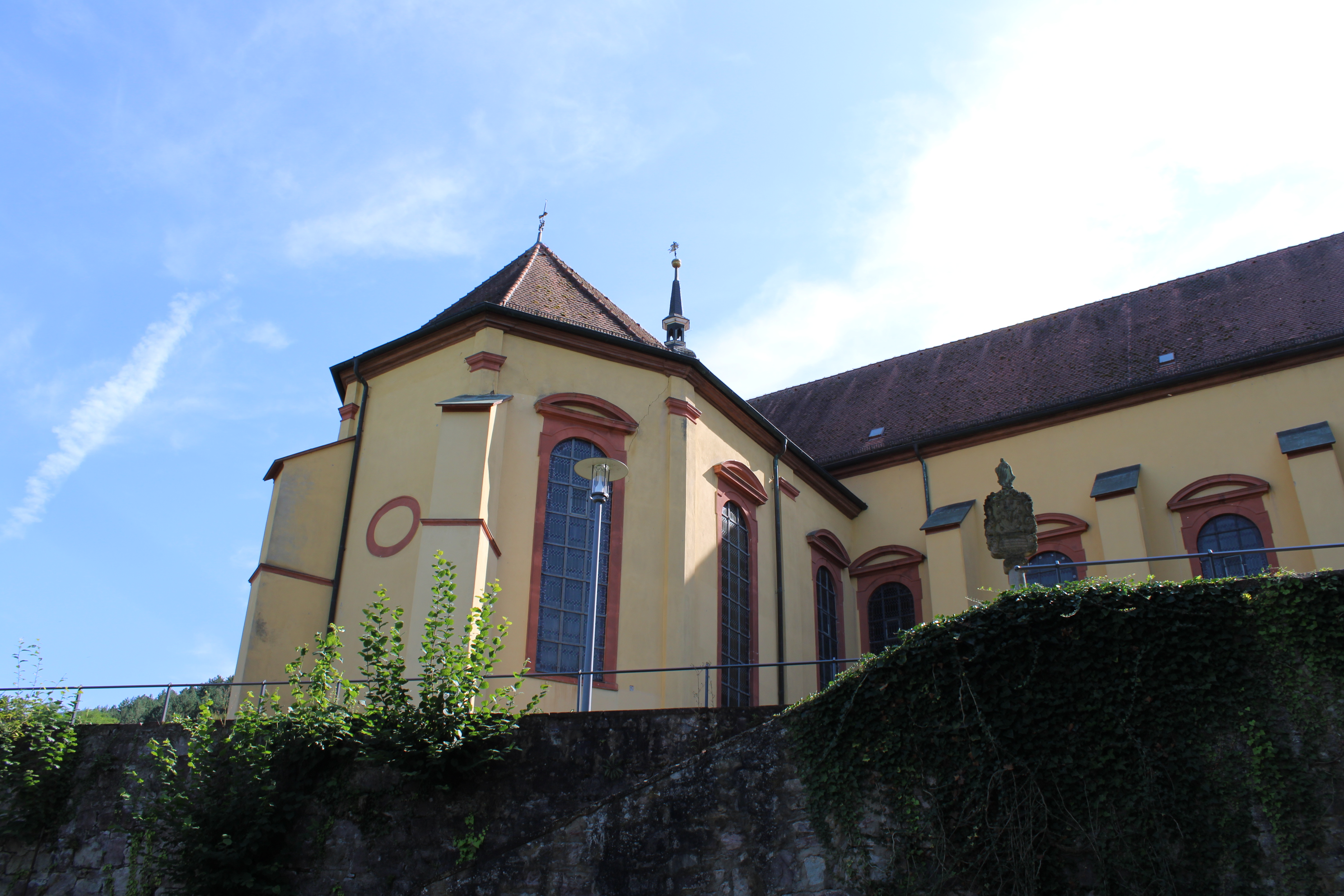
Chor

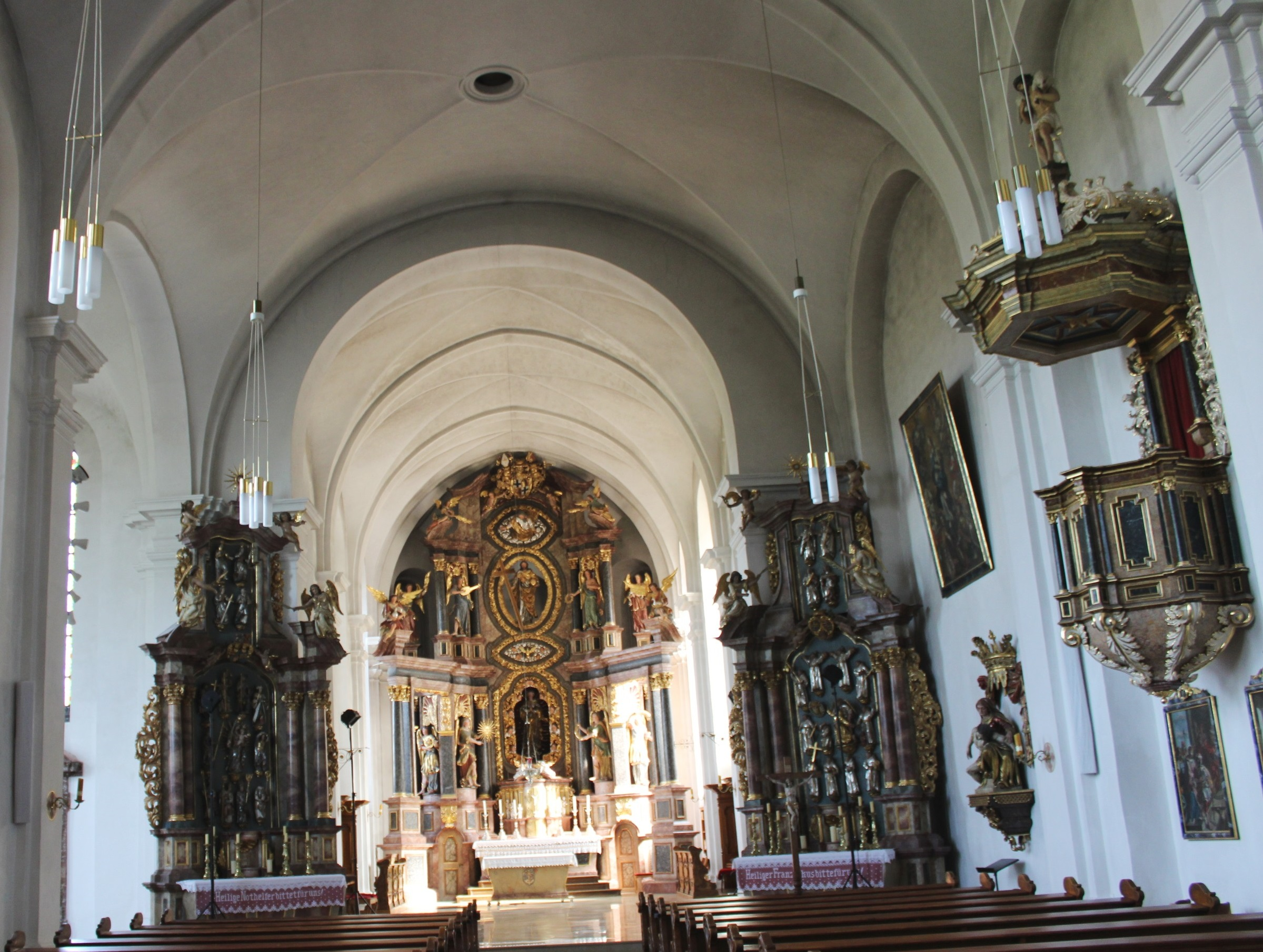
Innenansicht

Das Kloster Altstadt (auch Kloster Hammelburg genannt) war ein Kloster der Franziskaner-Observanten  in der Diözese Würzburg in Hammelburg/Bayern. Seine Gebäude werden heute von der Bayerischen Musikakademie benutzt. Kloster Altstadt ist zugleich  ein Gemeindeteil der Stadt Hammelburg im unterfränkischen Landkreis Bad Kissingen in Bayern.

## Geographie
Kloster Altstadt liegt südwestlich der Stadt Hammelburg, auf halber Höhe des Saalecker Berges.

## Geschichte
Das der Maria Immaculata geweihte Kloster wurde am 19. Juli 1649 durch den Fürstabt Joachim von Gravenegg von Fulda gegründet. Es war erst Hospiz und ab 1655 Konvent der Thüringischen Observantenprovinz St. Elisabeth. Wolfgang Quast († 1674), einer der Gründungspatres, verfasste eine Chronik der ersten Jahrzehnte des Klosters, die später durch Pater Caspar Liebler ergänzt wurde. Im Jahr 1664 wurde der Bau des Konventes abgeschlossen, und 1670 konnte die Klosterkirche geweiht werden. Nach 28 Jahren, am 18. Dezember 1698, wurde die Kirche durch einen Blitzschlag in Brand gesetzt und brannte nieder. Rasch wurde eine neue Kirche errichtet. Bereits am Annatag 1700 konnte die heutige Kirche durch den Mainzer Weihbischof in Erfurt, Jakobus Sennft, eingeweiht werden. Architekt und Baumeister war der im Fuldaer Land geschätzte Franziskanerbruder Anthonius Peyer, der aus Tirol stammte. Peyer war 1699 der Baumeister der neuen Klosterkirche in Hammelburg, 1700 auch an der Propstei Blankenau tätig, 1701 an der Propstei Thulba und 1702–1704 an der Domdechanei Fulda, bevor er am 25. Oktober 1704 im Alter von nur 31 Jahren starb.
Von der Säkularisation blieb das Kloster Altstadt verschont. 1837 ging es an die Bayerische Franziskanerprovinz über. 1926 bis 1971 war in den Klostergebäuden ein Knabenseminar der Franziskaner – das Collegium Seraphicum auxiliarium oder „Hilfs-Seminar Altstadt“ – untergebracht, dann bis Juli 1976 eine Polizeischule.
Seit 1980 nutzt die Bayerische Musikakademie einen Teil der Räume des Klosters. Nachdem die Franziskaner im November 2014 wegen Personalmangels Hammelburg verließen, erwarb die Musikakademie 2015 den Baukomplex. Bis 2021 wurde die Anlage aufwändig von Brückner & Brückner Architekten umgebaut. Das Umbauprojekt wurde mit dem Deutschen Architekturpreis 2021 ausgezeichnet.

## Bibliothek
Die Klosterbibliothek besteht aktuell aus etwa 7000 Bänden, darunter 87 Inkunabeln und zahlreiche Frühdrucke. Sie geht zurück auf eine Kirchenbibliothek des 16. Jahrhunderts. Der Buchbestand überdauerte Brände und Plünderungen, auch die Säkularisation. Wegen dieser ungebrochenen Tradition besitzt die Bibliothek einen hohen Wert als Ensemble. Daher kamen die Franziskaner mit der Diözese Würzburg überein, den Bestand in die Diözesanbibliothek zu überführen. 2012 erfolgte der Transfer. Im Rahmen des DFG-Förderprogramms „Wissenschaftliche Literatur- und Informationssysteme“ konnte 2014 ein dreijähriges Projekt in der Diözesanbibliothek eingerichtet werden, dessen Ziel es ist, den Bestand zu katalogisieren und damit der Öffentlichkeit zugänglich zu machen. Die Ausstellung „Weltenbummler“ gab 2016 einen Einblick in Geschichte und Zusammensetzung der Klosterbibliothek Altstadt sowie die laufenden Arbeiten bei der Restaurierung und Erschließung.

## Orgeln
Beim Kirchenbrand 1698 wurde auch eine Orgel zerstört, die 1675 von Jodocus Schleich aus Lohr erbaut worden war.
1693 erhielt die Klosterkirche eine Orgel mit 13 Registern auf zwei Manualen und Pedal, die von Bruno Müller (Aschaffenburg) neu gebaut und um 1900 von Ferdinand Kirchner (Untereschenbach) repariert wurde. Die Disposition lautete:
| I Manual    |       |
| Bordun      | 16′   |
| Prinzipal   | 8′    |
| Flöte       | 8′    |
| Oktave      | 4′    |
| Flöte       | 4′    |
| Cornett III | 2 ⁄3′ |

| II Manual  |    |
| Salizional | 8′ |
| Biffara    | 8′ |
| Gedackt    | 8′ |
| Flöte      | 4′ |

| Pedal    |     |
| Subbaß   | 16′ |
| Oktavbaß | 8′  |
| Cello    | 8′  |

- Koppeln: II/I, I/P, II/P
- Bemerkungen: Kegellade, mechanische Spiel- und Registertraktur

Die Firma Franz Hochrein (Münnerstadt ) baute 1960 die Orgel um. Sie hat jetzt 15 Registern auf zwei Manualen und Pedal und folgender Disposition:
| I Manual        |     |
| Bordun          | 16′ |
| Prinzipal       | 8′  |
| Flöte           | 8′  |
| Oktave          | 4′  |
| Oktave          | 2′  |
| Sesquialtera II |     |
| Mixtur III      |     |

| II Manual  |    |
| Gedackt    | 8′ |
| Salizional | 8′ |
| Flöte      | 4′ |
| Flöte      | 2′ |

| Pedal     |     |
| Subbaß    | 16′ |
| Oktavbaß  | 8′  |
| Choralbaß | 4′  |

- Koppeln: II/I, I/P, II/P
- Bemerkungen: Kegellade, mechanische Spiel- und Registertraktur

## Sehenswürdigkeiten

### Kapellenkreuzweg
Neben dem Kloster selbst ist der Kapellenkreuzweg rund um das Kloster sehenswert.
Der 1733 angelegte Kreuzweg mit seinen 14 Stationshäuschen war eine Besonderheit im Hochstift Fulda und diente schon bald als Vorbild für weitere sakrale Landschaften in der thüringischen Provinz, auf dem Volkersberg und auf dem Frauenberg und dem Kalvarienberg in Fulda. Dort waren dieselben Künstler wie in Hammelburg tätig: Johann Jakob Faulstieg (1697–1768), ein Bildhauer aus Hammelburg und sein Helfer, Frater Wenzeslaus Marx (1708–1773) aus Leitmeritz.